# Saint-Vincent-la-Commanderie
Saint-Vincent-la-Commanderie – miejscowość i gmina we Francji, w regionie Owernia-Rodan-Alpy, w departamencie Drôme.
Według danych na rok 1990 gminę zamieszkiwało 318 osób, a gęstość zaludnienia wynosiła 24 osób/km² (wśród 2880 gmin regionu Rodan-Alpy Saint-Vincent-la-Commanderie plasuje się na 1312. miejscu pod względem liczby ludności, natomiast pod względem powierzchni na miejscu 891.).